# Elżbieta Cherezińska

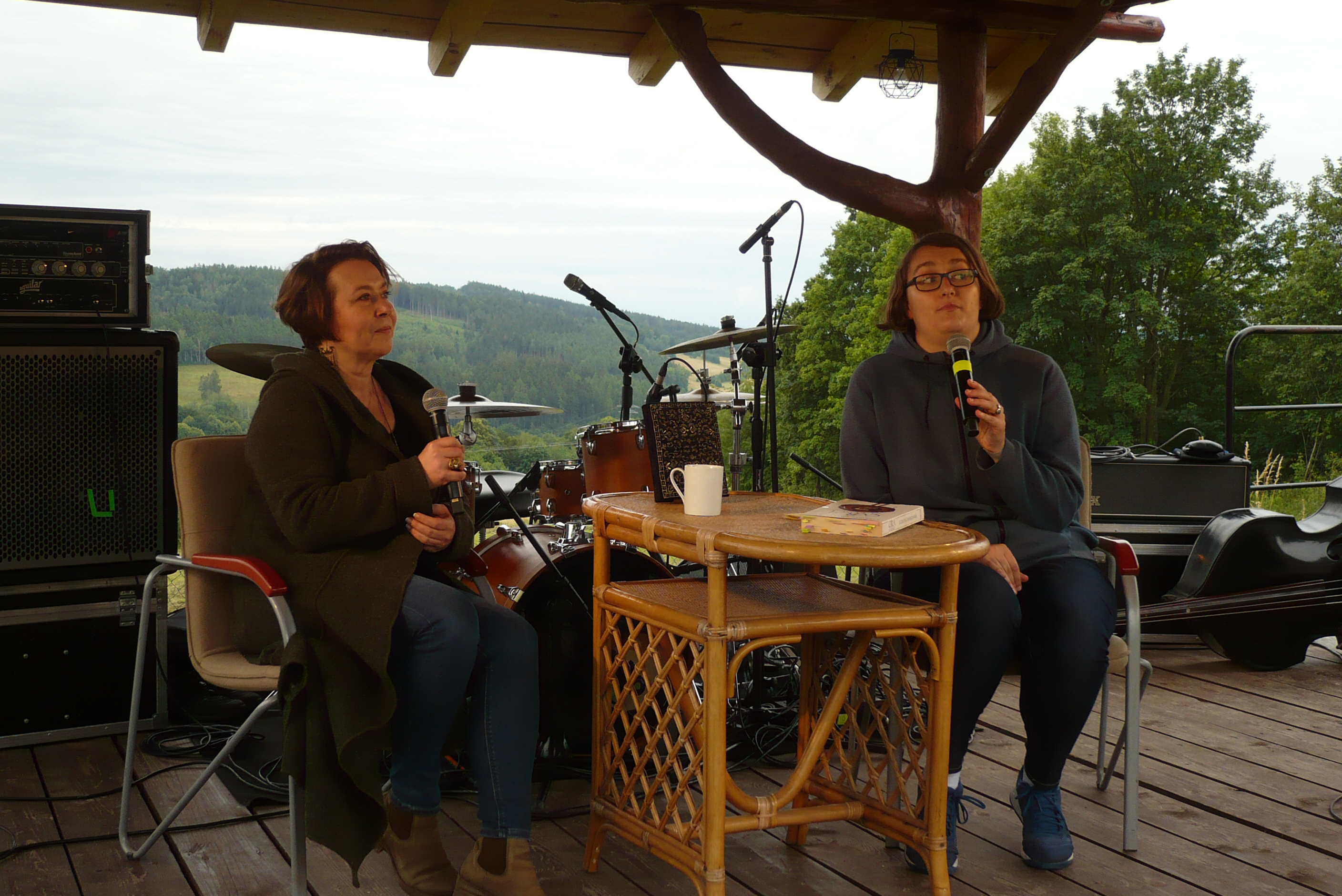
Elżbieta Cherezińska, VI Festiwal Góry Literatury, 2020

Elżbieta Cherezińska (ur. 9 października 1972 w Pile) – polska pisarka, teatrolog, specjalizuje się w powieści historycznej.

## Życiorys
Absolwentka Wydziału Wiedzy o Teatrze Akademii Teatralnej im. Aleksandra Zelwerowicza w Warszawie.
- Literacko debiutowała w 2005 roku książką napisaną wspólnie z Szewachem Weissem Z jednej strony, z drugiej strony, która jest jedyną literacką biografią byłego ambasadora Izraela w Polsce.

- Od 2008 roku związana z Wydawnictwem Zysk i S-ka, którego nakładem ukazała się Byłam sekretarką Rumkowskiego. Dzienniki Etki Daum. Napisana na podstawie pamiętników sekretarki Chaima Mordechaja Rumkowskiego, w formie dziennika, książka oddaje historyczne realia łódzkiego getta.

- Od 2009 roku w Zysk i S-ka zaczęły ukazywać się kolejne części Północnej drogi, które zapewniły autorce stałe miejsce na polskim rynku literackim. Na czterotomową opowieść o Skandynawii z czasów X i XI wieku, epoki wikingów, składają się: Saga Sigrun (2009), Ja jestem Halderd (2010), Pasja według Einara (2011) oraz Trzy młode pieśni (2012).

- W 2009 otrzymała stypendium im. Jerzego Koeniga przyznawane absolwentom Wydziału Wiedzy o Teatrze Akademii Teatralnej im. Aleksandra Zelwerowicza.

- W 2010 roku ukazała się Gra w kości – pierwsza jej powieść o Piastach. Cherezińska opisuje w niej czas zjazdu gnieźnieńskiego, a przede wszystkim oddaje realia średniowiecznej Europy przełomu tysiącleci. Przedstawia relacje między Polską Bolesława Chrobrego a cesarstwem Ottona III.

- Bestsellerowa Korona śniegu i krwi, wydana w 2012 roku, jest powieścią osadzoną w XIII-wiecznej Polsce w epoce rozbicia dzielnicowego. Opisuje walkę o tron Polski i losy pierwszego króla po 200-letnim rozdrobnieniu państwa Przemysła II. Jest to pierwsza część cyklu „Odrodzone królestwo”. Na podstawie powieści powstało słuchowisko, zrealizowane przez Radio Merkury w reżyserii Roberta Mirzyńskiego, z muzyką skomponowaną przez Tadeusza Gauera.

- W 2013 roku wydana została kolejna bestsellerowa powieść, tym razem z czasów II wojny światowej, Legion, czyli historia Brygady Świętokrzyskiej.

- W czerwcu 2014 roku nakładem Wydawnictwa Zysk i S-ka ukazała się Niewidzialna korona, która jest drugą częścią cyklu „Odrodzone królestwo”. Powieść opisuje pierwszych 10 lat dążenia Władysława Łokietka do objęcia polskiego tronu po śmierci Przemysła II.

## Twórczość
- Z jednej strony, z drugiej strony wspólnie z Szewachem Weissem, Prószyński i S-ka (2005)
- Byłam sekretarką Rumkowskiego. Dzienniki Etki Daum, Zysk i S-ka (2008)
- Gra w kości, Zysk i S-ka (2010)
- Legion, Zysk i S-ka (2013)
- Turniej cieni, Zysk i S-ka (2015)
- Sydonia. Słowo się rzekło, Zysk i S-ka (2023)

### Cykl „Północna droga”
- Saga Sigrun, Zysk i S-ka (2009)
- Ja jestem Halderd, Zysk i S-ka (2010)
- Pasja według Einara, Zysk i S-ka (2011)
- Trzy młode pieśni, Zysk i S-ka (2012)

### Cykl „Odrodzone królestwo”
- Korona śniegu i krwi, Zysk i S-ka (2012)
- Niewidzialna korona, Zysk i S-ka (2014)
- Płomienna korona, Zysk i S-ka (2017)
- Wojenna korona, Zysk i S-ka (2019)
- Odrodzone królestwo, Zysk i S-ka (2020)

### Cykl „Harda królowa”
- Harda, Zysk i S-ka (2016)
- Królowa, Zysk i S-ka (2016)

## Nagrody i wyróżnienia
- W 2013 roku znalazła się w finale Ogólnopolskiej Nagrody Literackiej dla Autorki Gryfia za Koronę śniegu i krwi[1]
- W 2014 Niewidzialna korona szybko zyskała uznanie czytelników, zostając „Najgorętszą książką lata”[2] w plebiscycie TVP Kultura
- W styczniu 2014 roku Magazyn Literacki Książki uznał Legion za Książkę Roku 2013[3]
- W 2018 otrzymała z rąk ministra kultury i dziedzictwa narodowego Piotra Glińskiego Doroczną Nagrodę MKiDN w kategorii Literatura[4]
- W 2024 Sydonia. Słowo się rzekło wygrała Plebiscyt Książka Roku 2023 Lubimyczytac.pl w kategorii Powieść historyczna[5].